# Alvarado (Texas)
Alvarado je město v okrese Johnson County ve státě Texas ve Spojených státech amerických. K roku 2009 zde žilo 4 289 obyvatel. S celkovou rozlohou 10,1 km² byla hustota zalidnění 404,65 obyvatel na km².